# Phyllis Dalton
Phyllis Dalton (Londres, 16 de outubro de 1925 – 9 de janeiro de 2025) foi um figurinista britânico. Venceu o Oscar de melhor figurino na edição de 1966 por Doctor Zhivago e na edição de 1990 pelo filme Henry V.

## Morte
Dalton morreu no dia 9 de janeiro de 2025, aos 99 anos.